# Ketschendorf (Brandenburg)
Ketschendorf is een Ortsteil van de gemeente Fürstenwalde/Spree in de Duitse deelstaat Brandenburg, en maakt deel uit van het district Oder-Spree. Ketschendorf was tot 1 juli 1950 een zelfstandige gemeente.
Ten tijde van het nationaalsocialisme was in Ketschendorf een buitenkamp van het concentratiekamp Sachsenhausen gevestigd. Tussen 1945 en 1947 gedurende de bezetting door de Sovjet-Unie was in Ketschendorf een Speziallager gevestigd, waar meer dan 4600 gevangenen om het leven kwamen.